# Saint-Léonard, Gers
Saint-Léonard este o comună în departamentul Gers din sudul Franței. În 2009 avea o populație de 170 de locuitori.
Râul Auroue formează întreaga graniță vestică a comunei.

## Evoluția populației
| An        | 1975 | 1982 | 1990 | 1999 | 2006 | 2009 |
| --------- | ---- | ---- | ---- | ---- | ---- | ---- |
| Populație | 190  | 179  | 161  | 143  | 164  | 170  |